# Azas
Azas – miejscowość i gmina we Francji, w regionie Oksytania, w departamencie Górna Garonna.
Według danych na rok 1990 gminę zamieszkiwało 351 osób, a gęstość zaludnienia wynosiła 27 osób/km² (wśród 3020 gmin regionu Midi-Pireneje Azas plasuje się na 719. miejscu pod względem liczby ludności, natomiast pod względem powierzchni na miejscu 887.).